# Petra von der Linde
Petra von der Linde, auch Petra van der Linde, (* 5. September 1942 in Berlin) ist eine ehemalige deutsche Schauspielerin.

## Leben und Karriere
Ihre erste Rolle erhielt von der Linde 1961 in dem Fernsehfilm Heute nacht in Samarkand. Später wirkte sie auch in einigen Kinofilmen wie  Allotria in Zell am See und in Klein Erna auf dem Jungfernstieg mit. In der Edgar-Wallace-Verfilmung Der Hexer hatte sie einen wenige Sekunden währenden Auftritt als Gwenda Milton, der Schwester des Hexers, die bereits zu Beginn des Films ermordet wird.
Mit dem Fernsehfilm Varna beendete die gebürtige Berlinerin 1970 ihre Filmkarriere. Danach trat sie als Hörspielsprecherin in Erscheinung, zuletzt 1973.

## Filmografie
- 1961: Heute nacht in Samarkand (Fernsehfilm)
- 1962: Die Revolution entläßt ihre Kinder (Fernsehfilm)
- 1962: Gabriel Schillings Flucht (Fernsehfilm)
- 1963: Berlin-Melodie (Fernsehfilm)
- 1963: Allotria in Zell am See
- 1963: Hunderttausend Taler (Fernsehspiel)
- 1963: Ein Windstoß (Fernsehfilm)
- 1964: Liebeshändel in Chioggia
- 1964: Ball der Diebe (Fernsehfilm)
- 1964: Der Kammersänger (Fernsehfilm)
- 1964: Elektra (Fernsehfilm)
- 1964: Napoleon greift ein (Fernsehfilm)
- 1964: Aktion Brieftaube – Schicksale im geteilten Berlin (Fernsehfilm)
- 1964: Der Hexer
- 1965: Milch für Zimmer vier (Kurzfilm)
- 1965: Schicken Sie mir einen Dollar! (Fernsehfilm)
- 1966: Irrungen, Wirrungen (Fernsehfilm)
- 1969: Finke & Co. (Fernsehserie) – Folge: Die große Liebe
- 1969: Klein Erna auf dem Jungfernstieg
- 1970: Varna (Fernsehfilm)

## Hörspiele
- 1969: Hans Gruhl: Die letzte Visite - Regie: Friedhelm von Petersson (Kriminalhörspiel – Sender Freies Berlin/WDR)
- 1973: Rodney David Wingfield: Aasgeier – Regie: Otto Düben (Kriminalhörspiel – SDR)